# Данський королівський балет

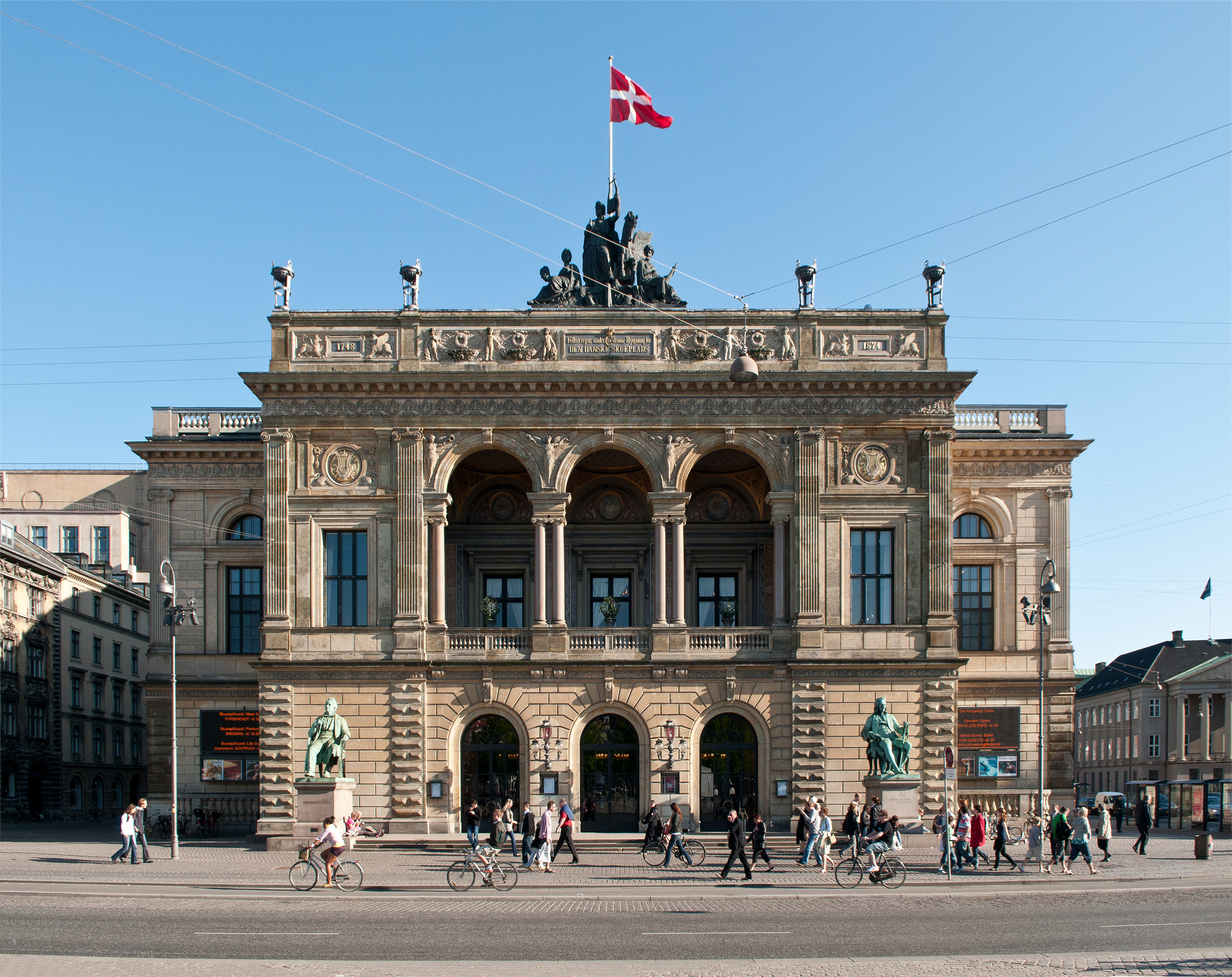
Данський королівський балет, Копенгаген

Данський королівський балет (дат. Den Kongelige Ballet) — балетна трупа данського Королівського театру; провідна балетна трупа Данії.

## Історія
З 1754 року при театрі існували балетні класи, в 1771 році П. Лоран створив школу (існує й досі). В 1775-1816 роках в трупі працював Вінченцо Галеотті. Найбільше значення для розвитку Данського королівського балету мала діяльність Августа Бурнонвіля, котрий очолював трупу в 1829-1877 роках. Балети Бурновіля і після його смерті складали основу репертуару Данського королівського балету, але трупа залишалась ізольованою від процесів, котрі відбуваються в світовому балетному театрі.
Лише в 1920-х роках були поставлені кілька балетів М.М.Фокіна. Балетмейстер Харальд Ландер, котрий очолював трупу в 1931-1951 роках, поповнив репертуар творами світової класики і виставами ведучих сучасних балетмейстерів - Фокіна, Л.Ф.Мясіна, Дж.Баланчіна. Ретельно зберігаючи балети Бурнонвіля Ландер створив велику кількість нових вистав, заохочуючи до роботи талановитих сучасних композиторів (в тому числі К.Рісагера), використовуючи сюжети сучасної данської літератури.
Завдяки зусиллям Ландера до 1950-м рокам Данський королівський балет набув широку популярність. В 1953 році відбулись перші міжнародні гастролі трупи, данскі артисти стали працювати в складі іноземних балетних колективів, а балетмейстери за кордоном ставити данські національні балети. З 1950 в Королівському театрі проводиться фестиваль данської музики та танцю. В 1951-1966 роках керівники Данського королівського балету часто мінялись і репертуар поповнювався переважно постановками Ф.Аштона, Р.Петі, Б.Кульберг. В 1966-1978 роках Данський королівський балет очолював Ф.Фліндт, з 1979 року - Х.Кронстам.
Балетні вистави йдуть на двох сценах Королівського театру: в старій будівлі (побудованій в 1874 році) і новій (з 1957 року).
В 1973 році Данський королівський балет гастролював в Радянському союзі